# Алан Кербішлі
Алан Кербішлі (англ. Alan Curbishley, нар. 8 листопада 1957, Лондон) — англійський футболіст, фланговий півзахисник. По завершенні ігрової кар'єри — тренер.

## Клубна кар'єра
Вихованець футбольної школи клубу «Вест Хем Юнайтед». 
Дорослу футбольну кар'єру розпочав 1975 року в основній команді того ж клубу, в якій провів чотири сезони, взявши участь у 85 матчах чемпіонату. Більшість часу, проведеного у складі «Вест Хем Юнайтед», був основним гравцем команди.
Своєю грою за цю команду привернув увагу представників тренерського штабу клубу «Бірмінгем Сіті», до складу якого приєднався 1979 року. Відіграв за команду з Бірмінгема наступні чотири сезони своєї ігрової кар'єри. Граючи у складі «Бірмінгем Сіті» також здебільшого виходив на поле в основному складі команди.
Згодом, з 1983 по 1990 рік, грав у складі команд клубів «Астон Вілла», «Чарльтон Атлетік» та «Брайтон енд Гоув».
Завершив професійну ігрову кар'єру у клубі «Чарльтон Атлетік», у складі якого вже виступав раніше. Вдруге він прийшов до команди 1990 року, захищав її кольори до припинення виступів на професійному рівні у 1993.

## Виступи за збірну
1978 року був запрошений до складу молодіжної збірної Англії, за яку зіграв в одному офіційному матчі.

## Кар'єра тренера
Розпочав тренерську кар'єру 1991 року, ставши граючим тренером клубу «Чарльтон Атлетік» в парі зі Стівом Гріттом. З 16 червня 1995 року став повноправним тренером «Чарльтона», який загалом тренував протягом 15 років до травня 2006 року.
Після недовгої роботи експертом на телебаченні, Алан у грудні 2006 року повернувся тренерської роботи, очоливши «Вест Хем Юнайтед», у складі якого розпочав свою ігрову кар'єру. 3 вересня 2008 року покинув клуб через незадоволення політикою клуба.
Після цього Алан повернувся до телевізійної роботи.

### Тренерська статистика
Станом на 18 березня 2012
| Клуб                                        | З              | По             | Результат | Результат | Результат | Результат | Результат |
| Клуб                                        | З              | По             | І         | В         | Н         | П         | П %       |
| ------------------------------------------- | -------------- | -------------- | --------- | --------- | --------- | --------- | --------- |
| «Чарльтон Атлетік» (разом з Стівом Гріттом) | 24 липня 1991  | 15 червня 1995 | 206       | 76        | 80        | 50        | 36,89     |
| «Чарльтон Атлетік»                          | 16 червня 1995 | 8 травня 2006  | 514       | 198       | 179       | 137       | 38,52     |
| «Вест Хем Юнайтед»                          | 13 грудня 2006 | 3 вересня 2008 | 71        | 29        | 28        | 14        | 40,85     |

## Титули і досягнення
- Чемпіон Європи (U-18): 1975